# Stephinates
Stephinates, o Tefnakht II (VIII secolo a.C. – 688 a.C.), è stato un precursore della XXVI dinastia egizia.

## Biografia
Il nome di questo sovrano non compare su alcun reperto archeologico, ma solamente nelle  epitomi dell'opera di Manetone: Eusebio di Cesarea lo pone infatti come secondo faraone della XXVI dinastia, mentre per Sesto Africano - che ignora Ammeris - ne è il fondatore. Secondo alcuni autori il nome Stephinates potrebbe essere la forma grecizzata del nome egizio Tefnakht; si tratterebbe comunque di una persona differente dal ben più noto Tefnakht I, l'omonimo fondatore della XXIV dinastia peraltro non citato nella lista manetoniana.
Secondo Kenneth Kitchen, Stephinates era possibilmente allacciato all'antica casata che governava da tempo la città deltizia di Sais ed alla quale appartenevano, tra l'altro, Tefnakht I e Bocchoris; la sua ascesa al governo della città fu quindi una sorta di restaurazione dopo la parentesi iniziata dalla caduta di Bocchoris e proseguita col governo di Ammeris, voluto dai vittoriosi faraoni della XXV dinastia. In questo modo Stephinates/Tefnakht II sarebbe stato un parente, forse discendente, del primo Tefnakht oltre che uno dei suoi successori al governo di Sais.
Stephinates dovette regnare a Sais per 7 anni, in posizione di vassallaggio più o meno indipendente nei confronti della XXV dinastia, per poi lasciare il governo al successore Nekaub.

Secondo l'egittologo Kim Ryholt, Stephinates/Tefnakht II fu molto probabilmente il padre del futuro faraone Necao I.